# Linden (Tennessee)
Linden – miasto w Stanach Zjednoczonych, w stanie Tennessee, siedziba administracyjna hrabstwa Perry.